# Lijst van voetbalinterlands Kroatië - Turkije
Deze lijst van voetbalinterlands is een overzicht van alle officiële voetbalwedstrijden tussen de nationale teams van Kroatië en Turkije. De landen hebben tot op heden twaalf keer tegen elkaar gespeeld. De eerste ontmoeting, een groepswedstrijd tijdens het Europees kampioenschap voetbal 1996, was op 11 juli 1996 in Nottingham (Verenigd Koninkrijk). De laatste confrontatie, een kwalificatiewedstrijd voor het Europees kampioenschap voetbal 2024, werd gespeeld op 12 oktober 2023 in Osijek.

## Wedstrijden
| №  | Plaats     | Datum            | Competitie           | Wedstrijd         | Uitslag |
| -- | ---------- | ---------------- | -------------------- | ----------------- | ------- |
| 1  | Nottingham | 11 juni 1996     | EK 1996              | Kroatië – Turkije | 1 – 0   |
| 2  | Sendai     | 12 juni 1997     | Vriendschappelijk    | Kroatië – Turkije | 1 – 1   |
| 3  | Zagreb     | 31 maart 2004    | Vriendschappelijk    | Kroatië – Turkije | 2 – 2   |
| 4  | Wenen      | 20 juni 2008     | EK 2008              | Kroatië – Turkije | 1 – 1   |
| 5  | Istanboel  | 11 november 2011 | EK 2012 kwalificatie | Turkije – Kroatië | 0 – 3   |
| 6  | Zagreb     | 15 november 2011 | EK 2012 kwalificatie | Kroatië – Turkije | 0 – 0   |
| 7  | Parijs     | 12 juni 2016     | EK 2016              | Turkije – Kroatië | 0 – 1   |
| 8  | Zagreb     | 5 september 2016 | WK 2018 kwalificatie | Kroatië – Turkije | 1 – 1   |
| 9  | Eskişehir  | 5 september 2017 | WK 2018 kwalificatie | Turkije – Kroatië | 1 – 0   |
| 10 | Istanboel  | 11 november 2020 | Vriendschappelijk    | Turkije – Kroatië | 3 – 3   |
| 11 | Bursa      | 28 maart 2023    | EK 2024 kwalificatie | Turkije − Kroatië | 0 − 2   |
| 12 | Osijek     | 12 oktober 2023  | EK 2024 kwalificatie | Kroatië − Turkije | 0 − 1   |

## Samenvatting
| Competitie        | Totaal gespeeld | Winst Kroatië | Gelijk | Winst Turkije | Doelsaldo Kroatië – Turkije |
| ----------------- | --------------- | ------------- | ------ | ------------- | --------------------------- |
| WK-kwalificatie   | 2               | 0             | 1      | 1             | 1 − 2                       |
| EK-eindronde      | 3               | 2             | 1      | 0             | 3 − 1                       |
| EK-kwalificatie   | 4               | 2             | 1      | 1             | 5 − 1                       |
| Vriendschappelijk | 3               | 0             | 3      | 0             | 6 − 6                       |
| Totaal            | 12              | 4             | 6      | 2             | 15 − 10                     |

## Details

### Eerste ontmoeting
De eerste ontmoeting tussen de nationale voetbalploegen van Kroatië en Turkije vond plaats op 12 juni 1996. De groepswedstrijd tijdens het Europees kampioenschap voetbal 1996, bijgewoond door 22.460 toeschouwers, werd gespeeld in het City Ground in Nottingham, en stond onder leiding van scheidsrechter Serge Muhmenthaler uit Zwitserland. Hij deelde vier gele kaarten uit.
| EK 1996 (Nottingham, Verenigd Koninkrijk, 11 juli 1996): |                 | |
| Kroatië | 1 – 0           | Turkije |
| Goran Vlaović 86' | goals (assists) | |
| Miroslav Blažević | bondscoach      | Fatih Terim |
| Dražen Ladić Mario Stanić Robert Jarni Igor Štimac Nikola Jerkan Sllaven Bilić Aljoša Asanović Robert Prosinečki Davor Šuker 89' Zvonimir Boban 57' Alen Bokšić 73' | opstellingen    | Rüştü Reçber Rahim Zafer Alpay Özalan Vedat İnceefe Tugay Kerimoğlu Ogün Temizkanoğlu Hakan Şükür Sergen Yalçin Abdullah Ercan 85' Arif Erdem 89' Tolunay Kafkas |
| Zvonimir Soldo 57' Dubravko Pavličić 89' Goran Vlaović 73' | wissels         | 82' Hami Mandıralı 89' Saffet Sancaklı |
| Aljoša Asanović 40' Zvonimir Boban 55' Zvonimir Soldo 90' | gele kaarten    | 31' Tolunay Kafkas |

### Tweede ontmoeting
De tweede ontmoeting tussen de nationale voetbalploegen van Kroatië en Turkije vond plaats op 12 juni 1997. De Kirin Cup wedstrijd, bijgewoond door 15.687 toeschouwers, werd gespeeld in het Yurtec Stadion Sendai in Sendai, en stond onder leiding van scheidsrechter Masayoshi Okada uit Japan. Hij deelde drie gele kaarten uit.
| Kirin Cup (Sendai, Japan, 12 juni 1997): |                 | |
| Kroatië | 1 – 1           | Turkije |
| Tomislav Erceg 21' | goals (assists) | 77' Ertuğrul Sağlam |
| Miroslav Blažević | bondscoach      | Mustafa Denizli |
| Dražen Ladić Darko Butorović Zoran Mamić 78' Dario Šimić Nikola Jerkan Krunoslav Jurčić Nenad Pralija 66' Robert Prosinečki Tomislav Erceg 85' Goran Vlaović Igor Cvitanović | opstellingen    | Rüştü Reçber Selim Özer Vedat İnceefe Vural Korkmaz Tolunay Kafkas 80' Abdullah Ercan 58' Mehmet Özdilek Tayfur Havutçu 85' Ertuğrul Sağlam 78' Celil Sağır 62' Oktay Derelioğlu |
| Miljenko Mumlek 66' Dubravko Pavličić 78' Damir Milinović 85' | wissels         | 58' Tayfun Korkut 62' Cafer Aydin 78' Hakan Ünsal 80' Evren Turhan 85' Arif Erdem                                                                                                |
| Robert Prosinečki 72' Miljenko Mumlek 75' | gele kaarten    | 26' Vedat İnceefe |

### Derde ontmoeting
De derde ontmoeting tussen de nationale voetbalploegen van Kroatië en Turkije vond plaats op 31 maart 2004. De vriendschappelijke wedstrijd, bijgewoond door 12.000 toeschouwers, werd gespeeld in het Maksimirstadion in Zagreb, en stond onder leiding van scheidsrechter João Francisco Lopes Ferreira uit Portugal. Hij deelde drie gele kaarten uit.
| Vriendschappelijk (Zagreb, Kroatië, 31 maart 2004): |                 | |
| Kroatië | 2 – 2           | Turkije |
| Tomislav Šokota 2' Darijo Srna 76' | goals (assists) | 73' Zafer Biryol 78' Çağdaş Atan |
| Otto Barić | bondscoach      | Ünal Karaman |
| Stipe Pletikosa 46' Mario Tokić Josip Šimunić 46' Stjepan Tomas 59' Boris Živković Igor Tudor 46' Ivica Mornar 46' Marko Babić 46' Dado Pršo Milan Rapaić 71' Tomislav Šokota 12' | opstellingen    | Rüştü Reçber 46' Fatih Akyel 46' Tolga Seyhan 46' İbrahim Toraman 73' Ümit Özat 46' Deniz Bariş 46' Gökdeniz Karadeniz 46' Serkan Balci 88' Hakan Şükür 67' Tuncay Şanlı Nihat Kahveci |
| Ivica Olić 12' Tomislav Butina 46' Dario Šimić 46' Giovanni Rosso 46' Jerko Leko 46' Jasmin Agić 46' Darijo Srna 59' Mato Neretljak 71'                                           | wissels         | 46' Kenan Yelek 46' Koray Avcı 46' Tayfur Havutçu 46' Çağdaş Atan 46' Murat Hacıoğlu 46' Bülent Bölükbaşi 67' Zafer Biryol 73' Bülent Korkmaz 88' Fatih Sonkaya                        |
| | gele kaarten    | 24' Serkan Balcı 54' Ümit Özat 75' Kenan Yelek |

### Vierde ontmoeting
De vierde ontmoeting tussen de nationale voetbalploegen van Kroatië en Turkije vond plaats op 20 juni 2008. De kwartfinale van het Europees kampioenschap voetbal 2008, bijgewoond door 51.428 toeschouwers, werd gespeeld in het Ernst Happelstadion in Wenen, en stond onder leiding van scheidsrechter Roberto Rosetti uit Italië. Hij deelde vier gele kaarten uit.
| EK 2008 (Wenen, Oostenrijk, 20 juni 2008): |                     | |
| Kroatië | 1 – 1               | Turkije |
| Ivan Klasnić 119' | goals (assists)     | 120+2' Semih Şentürk |
| Luka Modrić Darijo Srna Ivan Rakitić Mladen Petrić | strafschoppen 1 – 3 | Arda Turan Semih Şentürk Hamit Altıntop |
| Slaven Bilić | bondscoach          | Fatih Terim |
| Stipe Pletikosa Josip Šimunić Robert Kovač Vedran Ćorluka Ivan Rakitić Niko Kovač Darijo Srna Luka Modrić Ivica Olić 97' Niko Kranjčar 65' Danijel Pranjić | opstellingen        | Rüştü Reçber Hakan Balta Gökhan Zan 76' Mehmet Topal 117' Nihat Kahveci Arda Turan Emre Aşık Tuncay Şanlı 61' Colin Kâzım-Richards Sabri Sarioğlu Hamit Altıntop |
| Mladen Petrić 65' Ivan Klasnić 97' | wissels             | 61' Uğur Boral 76' Semih Şentürk 117' Gökdeniz Karadeniz |
| | gele kaarten        | 27' Tuncay Şanlı 49' Arda Turan 89' Uğur Boral 107' Emre Aşık |
| - Debuut van Giray Kaçar (Trabzonspor) voor Turkije. |                     | |

### Vijfde ontmoeting
De vijfde ontmoeting tussen de nationale voetbalploegen van Kroatië en Turkije vond plaats op 11 november 2011. De play-off in de kwalificatie voor het Europees kampioenschap voetbal 2012, bijgewoond door 47.00 toeschouwers, werd gespeeld in de Türk Telekom Arena in Istanboel, en stond onder leiding van scheidsrechter Felix Brych uit Duitsland. Hij deelde zeven gele kaarten uit.
| EK 2012 kwalificatie (Istanboel, Turkije, 11 november 2011): |                 | |
| Turkije | 0 – 3           | Kroatië |
| | goals (assists) | 2' Ivica Olić 32' Mario Mandžukić 51' Vedran Ćorluka |
| Guus Hiddink | bondscoach      | Slaven Bilić |
| Volkan Demirel Hakan Balta Egemen Korkmaz Emre Belözoğlu Hamit Altıntop Gökhan Gönül 46' Selçuk İnan 69' Arda Turan Burak Yılmaz 81' Giray Kaçar Sabri Sarıoğlu | opstellingen    | Stipe Pletikosa Josip Šimunić Vedran Ćorluka 83' Ivan Rakitić Luka Modrić Darijo Srna Gordon Schildenfeld Tomislav Dujmović 90' Mario Mandžukić 85' Ivica Olić Domagoj Vida |
| Umut Bulut 36' Gökhan Töre 46' Mehmet Topal 69' | wissels         | 83' Danijel Pranjić 85' Nikica Jelavić 90' Eduardo da Silva |
| Hakan Balta 64' Emre Belözoğlu 66' Arda Turan 87' Sabri Sarıoğlu 21'                                                                                            | gele kaarten    | 35' Vedran Ćorluka 41' Tomislav Dujmović 69' Ivica Olić |

### Zesde ontmoeting
De zesde ontmoeting tussen de nationale voetbalploegen van Kroatië en Turkije vond plaats op 15 november 2011. De play-off in de kwalificatie voor het Europees kampioenschap voetbal 2012, bijgewoond door 30.00 toeschouwers, werd gespeeld in het Maksimirstadion in Zagreb, en stond onder leiding van scheidsrechter Pedro Proença uit Portugal. Hij deelde zeven gele kaarten uit.
| EK 2012 kwalificatie (Zagreb, Kroatië, 15 november 2011): |              | |
| Kroatië | 0 – 0        | Turkije |
| | goals        | |
| Slaven Bilić | bondscoach   | Guus Hiddink |
| Stipe Pletikosa Josip Šimunić Danijel Pranjić Ivan Rakitić Ognjen Vukojević 88' Luka Modrić Darijo Srna Gordon Schildenfeld Mario Mandžukić 77' Ivica Olić 62' Domagoj Vida | opstellingen | Sinan Bolat Ömer Toprak Egemen Korkmaz Hamit Altıntop Selçuk İnan 71' Umut Bulut 36' Caner Erkin İsmail Köybaşı Colin Kâzım-Richards Selçuk Şahin Serkan Balcı |
| Nikica Jelavić 77' Ivan Perišić 62' Eduardo da Silva 88' | wissels      | 36' Gökhan Töre 71' Halil Altıntop |
| Mario Mandžukić 45+2' Domagoj Vida 18' | gele kaarten | 45+2' Egemen Korkmaz 59' Hamit Altıntop 81' Selçuk İnan 6' Caner Erkin 22' Serkan Balcı                                                                        |

### Zevende ontmoeting
De zevende ontmoeting tussen de nationale voetbalploegen van Kroatië en Turkije vond plaats op 12 juni 2016. De groepswedstrijd tijdens het Europees kampioenschap voetbal 2016 (aanvang 15:00 uur plaatselijke tijd), bijgewoond door 43.842 toeschouwers, werd gespeeld in het Parc des Princes in Parijs, en stond onder leiding van scheidsrechter Jonas Eriksson uit Zweden. Het was voor beide landen de eerste wedstrijd tijdens de eindronde.
| EK 2016 (Parijs, Frankrijk, 12 juni 2016): |                 | |
| Turkije | 0 – 1           | Kroatië |
| | goals (assists) | 41' Luka Modrić |
| Fatih Terim | bondscoach      | Ante Čačić |
| Volkan Babacan Caner Erkin Mehmet Topal Hakan Balta Gökhan Gönül Selçuk İnan Oğuzhan Özyakup 46' Ozan Tufan Hakan Çalhanoğlu Arda Turan 65' Cenk Tosun 69' | opstellingen    | Danijel Subašić Ivan Strinić 87' Ivan Perišić Vedran Ćorluka 89' Ivan Rakitić Darijo Srna Luka Modrić Marcelo Brozović 90+3' Mario Mandžukić Milan Badelj Domagoj Vida |
| Volkan Şen 46' Burak Yılmaz 65' Emre Mor 69' | wissels         | 87' Andrej Kramarić 89' Gordon Schildenfeld 90+3' Marko Pjaca |
| Cenk Tosun 31' Hakan Balta 48' Volkan Şen 90+1' | gele kaarten    | 80' Ivan Strinić |

### Achtste ontmoeting
| WK 2018 kwalificatie (Zagreb, Kroatië, 5 september 2016): |              | |
| Kroatië | 1 – 1        | Turkije |
| Ivan Rakitić 44' (pen.) | goals        | 45+3' Hakan Çalhanoğlu |
| Ante Čačić | bondscoach   | Fatih Terim |
| Lovre Kalinić Vedran Ćorluka Domagoj Vida Ivan Strinić Šime Vrsaljko Luka Modrić Ivan Rakitić 64' Milan Badelj Ivan Perišić Mario Mandžukić 84' Marko Pjaca 80' | opstellingen | Volkan Babacan Serdar Aziz İsmail Köybaşı Şener Özbayraklı 54' Kaan Ayhan Mehmet Topal Okay Yokuşlu Ozan Tufan 84' Emre Mor 71' Cenk Tosun Hakan Çalhanoğlu |
| Marcelo Brozović 64' Nikola Kalinić 80' Andrej Kramarić 84' | wissels      | 54' Ahmet Çalık 71' Olcay Şahan 84' Volkan Şen |
| | gele kaarten | 90+2' Ozan Tufan 90+3' Olcay Şahan |
| - Duel wordt afgewerkt zonder publiek na eerdere ongeregeldheden, waarvoor de UEFA een straf oplegt aan de Kroaten.                                             |              | |

### Negende ontmoeting
| WK 2018 kwalificatie (Eskişehir, Turkije, 5 september 2017): |       |         |
| Turkije                                                      | 1 – 0 | Kroatië |
| Cenk Tosun 75'                                               | goals |         |

HNS · A-internationals · Selecties · Bondscoaches · Statistieken · Kroatisch vrouwenelftal · Olympisch elftal · Kroatië U21 · Kroatië U20 · Kroatië U19 · Kroatië U18 · Kroatië U17 · Kroatië U16
1940 – 1956 ·
1990 – 1999 ·
2000 – 2009 ·
2010 – 2019 ·
2020 − 2029
EK's: 1996 · 
2000 · 
2004 · 
2008 · 
2012 · 
2016 · 
2020 · 
2024
WK's: 1998 · 
2002 · 
2006 · 
2010 · 
2014 · 
2018 · 
2022
1940 · 
1941 · 
1942 · 
1943 · 
1944 · 
1945–1955 · 
1956 · 
1957–1989 · 
1990 · 
1991 · 
1992 · 
1993 · 
1994 · 
1995 · 
1996 · 
1997 · 
1998 · 
1999 · 
2000 · 
2001 · 
2002 · 
2003 · 
2004 · 
2005 · 
2006 · 
2007 · 
2008 · 
2009 · 
2010 · 
2011 · 
2012 · 
2013 ·  
2014 · 
2015 · 
2016 · 
2017 · 
2018 ·
2019 ·
2020 ·
2021 ·
2022 ·
2023
Albanië ·
Andorra ·
Argentinië ·
Armenië ·
Australië ·
Azerbeidzjan · 
België ·
Bosnië en Herzegovina ·
Brazilië ·
Bulgarije ·
Canada ·
Chili ·
China ·
Cyprus ·
Denemarken ·
Duitsland ·
Ecuador ·
Egypte ·
Engeland ·
Estland ·
Finland ·
Frankrijk ·
Georgië ·
Gibraltar ·
Griekenland ·
Hongarije ·
Hongkong ·
Ierland ·
IJsland ·
Indonesië ·
Iran ·
Israël ·
Italië ·
Jamaica ·
Japan ·
Joegoslavië ·
Jordanië ·
Kameroen · 
Kazachstan ·
Kosovo ·
Letland ·
Litouwen ·
Liechtenstein ·
Mali ·
Malta ·
Marokko · 
Mexico ·
Moldavië ·
Nederland ·
Nigeria ·
Noord-Ierland ·
Noord-Macedonië ·
Noorwegen ·
Oekraïne ·
Oostenrijk ·
Peru ·
Polen ·
Portugal ·
Qatar ·
Roemenië ·
Rusland ·
San Marino ·
Saoedi-Arabië ·
Schotland ·
Senegal · 
Servië · 
Slovenië ·
Slowakije ·
Spanje ·
Tsjechië ·
Tunesië ·
Turkije ·
Wales ·
Wit-Rusland ·
Zuid-Korea ·
Zweden ·
Zwitserland
Argentinië (2018) ·
Argentinië (2022) ·
Australië (2006) ·
België (2022) ·
Brazilië (2006) ·
Brazilië (2014) ·
Brazilië (2022) ·
Denemarken (2018) ·
Duitsland (2008) ·
Engeland (2018) ·
Engeland (2021) ·
Frankrijk (2018) ·
Ierland (2012) ·
IJsland (2018) ·
Italië (2012) ·
Japan (2006) ·
Kameroen (2014) ·
Marokko (2022, 1) ·
Marokko (2022, 2) ·
Mexico (2014) ·
Nigeria (2018) ·
Oostenrijk (2008) ·
Polen (2008) ·
Rusland (2018) ·
Schotland (2021) ·
Spanje (2012) ·
Spanje (2021) ·
Tsjechië (2016) ·
Tsjechië (2021) ·
Turkije (2008) ·
Turkije (2016)
TFF · A-internationals · Selecties · Bondscoaches · Turks vrouwenelftal · Olympisch elftal · Turkije U21 · Turkije U20 · Turkije U19 · Turkije U18 · Turkije U17 · Turkije U16
1923 – 1929 · 
1930 – 1939 · 
1940 – 1949 · 
1950 – 1959 · 
1960 – 1969 · 
1970 – 1979 · 
1980 – 1989 · 
1990 – 1999 · 
2000 – 2009 · 
2010 – 2019 ·
2020 − 2029
EK 1996 · 
EK 2000 · 
EK 2008 · 
EK 2016 ·
EK 2020 ·
EK 2024 · WK 1954 · WK 2002 · OS 1924 · 
OS 1928 · 
OS 1936 · 
OS 1948 · 
OS 1952 · 
OS 1960
1923 · 
1924 · 
1925 · 
1926 · 
1927 · 
1928 · 
1929 · 1930 · 
1931 · 
1932 · 
1933 · 1934 · 1935 · 
1936 · 
1937 · 
1938 · 1939 · 1940 · 1941 · 1942 · 1943 · 1944 · 1945 · 1946 · 1947 · 
1948 · 
1949 · 
1950 · 
1952 · 
1952 · 
1953 · 
1954 · 
1955 · 
1956 · 
1957 · 
1958 · 
1959 · 
1960 · 
1961 · 
1962 · 
1963 · 
1964 · 
1965 · 
1966 · 
1967 · 
1968 · 
1969 · 
1970 · 
1971 · 
1972 · 
1973 · 
1974 · 
1975 · 
1976 · 
1977 · 
1978 · 
1979 · 
1980 · 
1981 · 
1982 · 
1983 · 
1984 · 
1985 · 
1986 · 
1987 · 
1988 · 
1989 · 
1990 · 
1991 · 
1992 · 
1993 · 
1994 · 
1995 · 
1996 · 
1997 · 
1998 · 
1999 · 
2000 · 
2001 · 
2002 · 
2003 · 
2004 · 
2005 · 
2006 · 
2007 · 
2008 · 
2009 · 
2010 · 
2011 · 
2012 · 
2013 · 
2014 · 
2015 ·
2016 ·
2017 ·
2018 ·
2019 ·
2020 ·
2021 ·
2022 ·
2023 ·
2024
Albanië ·
Algerije ·
Andorra ·
Angola ·
Armenië ·
Australië ·
Azerbeidzjan ·
België ·
Bosnië en Herzegovina ·
Brazilië ·
Bulgarije ·
Canada ·
Chili ·
China ·
Colombia ·
Costa Rica ·
DDR ·
Denemarken ·
Duitsland ·
Ecuador ·
Egypte ·
Engeland ·
Estland ·
Ethiopië ·
Faeröer ·
Finland ·
Frankrijk ·
Georgië ·
Ghana ·
Gibraltar ·
Griekenland ·
Guinee ·
Honduras ·
Hongarije ·
Ierland ·
IJsland ·
Irak ·
Iran ·
Israël ·
Italië ·
Ivoorkust ·
Japan ·
Joegoslavië ·
Kameroen ·
Kazachstan ·
Kosovo ·
Kroatië ·
Letland ·
Libanon ·
Libië ·
Liechtenstein ·
Litouwen ·
Luxemburg ·
Maleisië ·
Malta ·
Moldavië ·
Montenegro · 
Nederland ·
Nieuw-Zeeland ·
Noord-Ierland ·
Noord-Macedonië ·
Noorwegen ·
Oekraïne ·
Oezbekistan ·
Oostenrijk ·
Pakistan ·
Paraguay ·
Polen ·
Portugal ·
Qatar · 
Roemenië ·
Rusland ·
San Marino ·
Saoedi-Arabië ·
Schotland ·
Senegal ·
Servië ·
Slovenië · 
Slowakije ·
Sovjet-Unie ·
Spanje ·
Syrië ·
Tsjechië ·
Tsjecho-Slowakije ·
Tunesië ·
Uruguay ·
Verenigde Staten ·
Wales ·
Wit-Rusland ·
Zuid-Afrika ·
Zuid-Korea ·
Zweden ·
Zwitserland
Brazilië (2002, 1) · 
Costa Rica (2002) · 
Duitsland (2008) · 
Italië (2021) · 
Kroatië (2008) · 
Kroatië (2016) · 
Portugal (2008) · 
Spanje (2016) · 
Tsjechië (2008) · 
Wales (2021) · 
Zwitserland (2008) · 
Zwitserland (2021)